# Барриос Бустильос, Гонсало
Гонсало Барриос Бустильос (исп. Gonzalo Barrios Bustillos; 10 января 1902 — 30 мая 1993, Каракас) — венесуэльский политический и государственный деятель. Министр внутренних дел и юстиции Венесуэлы (1964—1966), министр юстиции Венесуэлы (1964—1966), Министр иностранных дел Венесуэлы (1947—1948), Председатель Конгресса Венесуэлы (1974—1979), сенатор (1984—1993), губернатор федерального столичного округа Каракас (1945—1948). Доктор наук с 1924 года.

## Биография
Изучал политические и социальные науки в Центральном университете Венесуэлы, где в 1924 году получил докторскую степень.
В 1929 году был обвинён в участии в восстании против диктатуры Хуана Висенте Гомеса и вынуждено покинул страну. До 1931 года жил во Франции, затем в Испании. Вернулся на родину в 1936 году после смерти Гомеса.
Активно участвовал в политической деятельности, был основателем и генеральным секретарём Венесуэльского организационного движения (ORVE). В 1937 году избран сенатором.
После запрета деятельности политических партии в Венесуэле указом президента Элеасара Лопеса Контрераса, включен в группу из 47 политических лидеров, изгнанных в Мексику в 1937 году.
В 1939 году вернулся на родину и участвовал в подпольной деятельности Национально-демократической партии (НДП). В 1941 году был одним из основателей левоцентристской социал-демократической партии Демократическое действие (Acción Democrática). Входил в состав Революционной правительственной хунты, которая была создана после свержения президента Исайаса Медины Ангариты в октябре 1945 года.
В 1945—1948 годах работал губернатором федерального столичного округа Каракас. В феврале 1948 года Г. Барриос Бустильос был назначен секретарём президента Ромуло Гальегоса. В 1958 году подписал от имени своей партии «пакт Пунто-Фихо».
В 1966 году избран Генеральным секретарём партии Демократическое действие.
На президентских выборах 1968 года в Венесуэле был кандидатом в президенты от своей партии, набрав 28,24 % голосов (1 050 806) уступил Рафаэлю Кальдера.
С 1974 по 1979 год руководил Конгрессом Венесуэлы.